# Lista de episódios de Mike & Molly
Lista de episódios da série de televisão Mike & Molly
| Temporada | Temporada | Episódios | Exibição Original      | Exibição Original  |
| Temporada | Temporada | Episódios | Estreia de Temporada   | Final de Temporada |
| --------- | --------- | --------- | ---------------------- | ------------------ |
|           | 1         | 24        | 20 de Setembro de 2010 | 16 de Maio de 2011 |
|           | 2         | 23        | 26 de Setembro de 2011 | 14 de Maio de 2012 |
|           | 3         | 23        | 24 de Setembro de 2012 | 30 de Maio de 2013 |
|           | 4         | 22        | 4 de Novembro de 2013  | 19 de Maio de 2014 |
|           | 5         | 22        | 8 de Dezembro de 2014  | 18 de Maio de 2015 |
|           | 6         | 13        | 6 de Janeiro de 2016   | 16 de Maio de 2016 |

## 1ª Temporada (2010 - 2011)
- Elenco Principal:
- Billy Gardell, Melissa McCarthy, Reno Wilson, Katy Mixon, Nyambi Nyambi e Swoosie Kurtz estão presentes em todos os episódios.
- Rondi Reed está ausente por quinze episódios (01, 02, 03, 04, 05, 08, 09, 11, 14, 16, 18, 20, 21, 22 e 23).
- Cleo King está ausente por doze episódios (01, 02, 04, 06, 08, 11, 13, 14, 15, 19, 21 e 22).
- Louis Mustillo está ausente por doze episódios (01, 02, 03, 05, 06, 07, 08, 13, 15, 18, 19 e 20).

| Nº # | Nº # | Título                                                                    | Direção       | Escrito Por                                                                                           | Exibição Original       |
| ---- | ---- | ------------------------------------------------------------------------- | ------------- | --- | ----------------------- |
| 1    | 1    | "Pilot / Piloto"                                                          | James Burrows | Mark Roberts                                                                                          | 20 de setembro de 2010  |
| 2    | 2    | "First Date / Primeiro Encontro"                                          | James Burrows | Mark Roberts & Chuck Lorre                                                                            | 27 de setembro de 2010  |
| 3    | 3    | "First Kiss / Primeiro Beijo"                                             | James Burrows | Mark Roberts & Al Higgins                                                                             | 4 de outubro de 2010    |
| 4    | 4    | "Mike's Not Ready / Mike Não Está Pronto"                                 | James Burrows | Mark Roberts & Chuck Lorre                                                                            | 11 de outubro de 2010   |
| 5    | 5    | "Carl Is Jealous / Carl Está Com Ciúmes"                                  | James Burrows | Mark Roberts & Don Foster                                                                             | 18 de outubro de 2010   |
| 6    | 6    | "Mike's Apartment / O Apartamento do Mike"                                | James Burrows | Mark Roberts & Julie Bean                                                                             | 25 de outubro de 2010   |
| 7    | 7    | "After the Lovin' / Depois de Fazer Amor"                                 | James Burrows | Mark Roberts, Don Foster & Mark Gross                                                                 | 1 de novembro de 2010   |
| 8    | 8    | "Mike Snores / Mike Ronca"                                                | James Burrows | Mark Roberts, Don Foster & Carla Filisha                                                              | 8 de novembro de 2010   |
| 9    | 9    | "Mike's New Boots / As Novas Botas do Mike"                               | James Burrows | Mark Roberts, Don Foster & Al Higgins                                                                 | 15 de novembro de 2010  |
| 10   | 10   | "Molly Gets a Hat / Molly Ganha Um Chapéu"                                | James Burrows | Mark Roberts, Don Foster & Mark Gross                                                                 | 22 de novembro de 2010  |
| 11   | 11   | "Carl Gets a Girl / Carl Arruma Uma Garota"                               | James Burrows | Mark Roberts, Chuck Lorre & Don Foster                                                                | 6 de dezembro de 2010   |
| 12   | 12   | "First Christmas / Primeiro Natal"                                        | James Burrows | Mark Roberts & Don Foster                                                                             | 13 de dezembro de 2010  |
| 13   | 13   | "Mike Goes to the Opera / Mike Vai à Ópera"                               | James Burrows | Adaptação: Don Foster & Al Higgins História: Mark Roberts & Chuck Lorre                               | 3 de janeiro de 2011    |
| 14   | 14   | "Molly Makes Soup / Molly Faz Sopa"                                       | James Burrows | Mark Roberts, Don Foster & Mark Gross                                                                 | 17 de janeiro de 2011   |
| 15   | 15   | "Jim Won't Eat / Jim Não Quer Comer"                                      | James Burrows | Adaptação: Al Higgins & Julie Bean História: Mark Roberts & Don Foster                                | 7 de fevereiro de 2011  |
| 16   | 16   | "First Valentine's Day / Primeiro Dia dos Namorados"                      | James Burrows | Mark Roberts, Chuck Lorre, & Don Foster                                                               | 14 de fevereiro de 2011 |
| 17   | 17   | "Joyce & Vince And Peaches & Herb / Joyce & Vince Vão Ver Peaches & Herb" | James Burrows | Adaptação: Mark Gross & Al Higgins História: Mark Roberts & Don Foster                                | 21 de fevereiro de 2011 |
| 18   | 18   | "Mike's Feet / Os Pés do Mike"                                            | James Burrows | Adaptação: Mark Gross & Al Higgins História: Mark Roberts & Don Foster                                | 28 de fevereiro de 2011 |
| 19   | 19   | "Peggy Shaves Her Legs / Peggy Raspa as Pernas"                           | James Burrows | Adaptação: Julie Bean & Carla Filisha História: Mark Roberts & Don Foster                             | 21 de março de 2011     |
| 20   | 20   | "Opening Day / O Dia da Abertura"                                         | James Burrows | Adaptação: Don Foster & Al Higgins História: Mark Roberts & Jim Patterson                             | 11 de abril de 2011     |
| 21   | 21   | "Samuel Gets Fired / Samuel é Despedido"                                  | James Burrows | Adaptação: Al Higgins & Julie Bean História: Mark Roberts & Don Foster                                | 18 de abril de 2011     |
| 22   | 22   | "Cigar Talk / Papo de Charuto"                                            | James Burrows | Adaptação: Al Higgins & Mark Gross História: Mark Roberts, Don Foster & Chuck Lorre                   | 2 de maio de 2011       |
| 23   | 23   | "Victoria's Birthday / O Aniversário da Victoria"                         | James Burrows | Adaptação: Julie Bean, Carla Filisha & Jim Patterson História: Mark Roberts, Don Foster & Chuck Lorre | 9 de maio de 2011       |
| 24   | 24   | "Peggy's New Beau / O Novo Amor de Peggy"                                 | James Burrows | Adaptação: Al Higgins & Mark Gross História: Mark Roberts & Don Foster                                | 16 de maio de 2011      |

## 2ª Temporada (2011 - 2012)
- Elenco Principal:
- Billy Gardell, Melissa McCarthy, Reno Wilson, Katy Mixon, Nyambi Nyambi e Swoosie Kurtz estão presentes em todos os episódios.
- Rondi Reed está ausente por dez episódios (01, 04, 05, 06, 07, 12, 14, 15, 17 e 20).
- Cleo King está ausente por quinze episódios (01, 02, 03, 05, 06, 08, 10, 11, 13, 14, 15, 17, 18, 20 e 21).
- Louis Mustillo está ausente por cinco episódios (02, 03, 05, 07 e 08).
- Elenco Recorrente:
- Holly Robinson Peete aparece em nove episódios (07, 09, 10, 12, 15, 16, 21, 22 e 23).
- David Anthony Higgins aparece em seis episódios (09, 15, 17, 21, 22 e 23).

| Nº # | Nº # | Título                                                   | Direção       | Escrito Por                                                                             | Exibição Original       |
| ---- | ---- | -------------------------------------------------------- | ------------- | --------------------------------------------------------------------------------------- | ----------------------- |
| 25   | 1    | "Goin' Fishin' / Indo Pescar"                            | James Burrows | História: Chuck Lorre & Mark Roberts Adaptação: Julie Bean & Don Foster & Al Higgins    | 26 de setembro de 2011  |
| 26   | 2    | "Dennis's Birthday / O Aniversário do Dennis"            | James Burrows | História: Chuck Lorre & Mark Roberts Adaptação: Don Foster & Mark Gross & Carla Filisha | 3 de outubro de 2011    |
| 27   | 3    | "Mike in the House / Mike Está Em Casa"                  | James Burrows | História: Chuck Lorre & Mark Roberts Adaptação: Don Foster & Al Higgins & Julie Bean    | 10 de outubro de 2011   |
| 28   | 4    | "'57 Chevy Bel Air / Chevy Bel Air 57"                   | James Burrows | História: Chuck Lorre & Mark Roberts Adaptação: Don Foster & Mark Gross & Carla Filisha | 17 de outubro de 2011   |
| 29   | 5    | "Victoria Runs Away / Victoria Vai Embora"               | James Burrows | História: Chuck Lorre & Mark Roberts Adaptação: Don Foster & Al Higgins & Julie Bean    | 24 de outubro de 2011   |
| 30   | 6    | "Happy Halloween / Feliz Halloween"                      | James Burrows | História: Chuck Lorre & Mark Roberts Adaptação: Don Foster & Al Higgins & Julie Bean    | 31 de outubro de 2011   |
| 31   | 7    | "Carl Meets A Lady / Carl Conhece Uma Garota"            | James Burrows | História: Chuck Lorre & Mark Roberts Adaptação: Don Foster & Al Higgins & Julie Bean    | 7 de novembro de 2011   |
| 32   | 8    | "Peggy Gets a Job / Peggy Arruma Um Emprego"             | James Burrows | História: Chuck Lorre & Mark Roberts Adaptação: Don Foster & Mark Gross & Carla Filisha | 14 de novembro de 2011  |
| 33   | 9    | "Mike Cheats / Mike Trai"                                | James Burrows | História: Chuck Lorre & Mark Roberts Adaptação: Don Foster & Al Higgins & Julie Bean    | 21 de novembro de 2011  |
| 34   | 10   | "Molly Needs A Number / Molly Precisa de Um Número"      | James Burrows | História: Chuck Lorre & Mark Roberts Adaptação: Don Foster & Mark Gross & Carla Filisha | 5 de dezembro de 2011   |
| 35   | 11   | "Christmas Break / Recesso de Natal"                     | James Burrows | História: Chuck Lorre & Mark Roberts Adaptação: Don Foster & Al Higgins & Julie Bean    | 12 de dezembro de 2011  |
| 36   | 12   | "Carl Has Issues / Carl Tem Problemas"                   | James Burrows | História: Mark Roberts & Chuck Lorre Adaptação: Don Foster & Mark Gross & Carla Filisha | 2 de janeiro de 2012    |
| 37   | 13   | "Victoria Can't Drive / Victoria Não Pode Dirigir"       | James Burrows | História: Mark Roberts & Chuck Lorre Adaptação: Don Foster & Al Higgins & Julie Bean    | 16 de janeiro de 2012   |
| 38   | 14   | "Joyce's Choices / Escolhas da Joyce"                    | James Burrows | História: Mark Roberts & Chuck Lorre Adaptação: Don Foster & Mark Gross & Carla Filisha | 6 de fevereiro de 2012  |
| 39   | 15   | "Valentine's Piggyback / De Carona no Dia dos Namorados" | James Burrows | História: Mark Roberts & Chuck Lorre Adaptação: Don Foster & Al Higgins & Julie Bean    | 13 de fevereiro de 2012 |
| 40   | 16   | "Surprise / Surpresa"                                    | James Burrows | História: Mark Roberts & Chuck Lorre Adaptação: Don Foster & Mark Gross & Carla Filisha | 20 de fevereiro de 2012 |
| 41   | 17   | "Mike Likes Lasagna / Mike Gosta de Lasanha"             | James Burrows | História: Mark Roberts & Chuck Lorre Adaptação: Don Foster & Al Higgins & Julie Bean    | 27 de fevereiro de 2012 |
| 42   | 18   | "Peggy Goes To Branson / Peggy Vai à Branson"            | James Burrows | História: Mark Roberts Adaptação: Don Foster & Al Higgins & Mark Gross                  | 19 de março de 2012     |
| 43   | 19   | "Molly Can't Lie / Molly Não Consegue Mentir"            | James Burrows | História: Mark Roberts & Bill Daly Adaptação: Don Foster & Al Higgins & Mark Gross      | 9 de abril de 2012      |
| 44   | 20   | "The Dress / O Vestido"                                  | James Burrows | História: Mark Roberts & Chuck Lorre Adaptação: Don Foster & Al Higgins                 | 16 de abril de 2012     |
| 45   | 21   | "Bachelor/Bachelorette / Solteiro/Solteira"              | James Burrows | História: Mark Roberts & Don Foster Adaptação: Al Higgins & Julie Bean                  | 30 de abril de 2012     |
| 46   | 22   | "The Rehearsal / O Ensaio"                               | James Burrows | História: Mark Roberts & Don Foster Adaptação: Al Higgins & Julie Bean                  | 7 de maio de 2012       |
| 47   | 23   | "The Wedding / O Casamento"                              | James Burrows | História: Mark Roberts & Don Foster Adaptação: Mark Gross & Carla Filisha               | 14 de maio de 2012      |

## 3ª Temporada (2012 - 2013)
- Elenco Principal:
- Billy Gardell, Melissa McCarthy, Reno Wilson, Katy Mixon e Swoosie Kurtz estão presentes em todos os episódios.
- Nyambi Nyambi está ausente por um episódio (23).
- Rondi Reed está ausente por quinze episódios (01, 02, 03, 04, 07, 08, 11, 12, 13, 14, 17, 18, 20, 21 e 22).
- Cleo King está ausente por dezesseis episódios (01, 02, 04, 05, 08, 09, 10, 12, 14, 15, 16, 18, 19, 20, 22 e 23).
- Louis Mustillo está ausente por dois episódios (05 e 09).
- Elenco Recorrente:
- Gerald McRaney aparece em seis episódios (05, 09, 10, 16, 18 e 23).
- David Anthony Higgins aparece em seis episódios (03, 06, 10, 14, 17 e 23).
- Holly Robinson Peete aparece em três episódios (03, 04 e 06).

| Nº # | Nº # | Título                                                             | Direção         | Escrito Por                                                                            | Exibição Original       |
| --- | ---- | ------------------------------------------------------------------ | --------------- | -------------------------------------------------------------------------------------- | ----------------------- |
| 48 | 1    | "The Honeymoon Is Over / A Lua de Mel Acabou"                      | Mark Roberts    | Adaptação: Al Higgins & Mark Gross História: Mark Roberts & Don Foster                 | 24 de setembro de 2012  |
| Depois de ter sido inicialmente contra a lua de mel em Paris, Mike tornou-se tão inspirado pela cidade que ele quer mudar de vida e viajar pelo mundo. Enquanto isso, Molly se preocupa como os outros membros de sua família saíram enquanto eles estavam fora. |      |                                                                    |                 |                                                                                        |                         |
| 49 | 2    | "Vince Takes a Bath / Vince Toma Um Banho"                         | Jason Alexander | Adaptação: Al Higgins & Julie Bean História: Mark Roberts & Don Foster                 | 1 de outubro de 2012    |
| Quando Mike e Molly começam sua pós-casamento de agradecimento, Vince machuca as costas. Joyce convenientemente desaparece, deixando Mike e Molly (principalmente Molly) para atender às necessidades de Vince. |      |                                                                    |                 |                                                                                        |                         |
| 50 | 3    | "Mike Likes Cake / Mike Gosta de Bolo"                             | Phill Lewis     | Adaptação: Al Higgins & Carla Filisha História: Mark Roberts & Don Foster              | 8 de outubro de 2012    |
| Christina diz a Carl que ela está tentando se reconciliar com seu ex-marido por causa de seu filho, deixando Carl devastado. Molly está frustrada ao montar seu álbum de casamento, como Mike parece ter os olhos fechados ou está comendo algo em cada foto. Molly pede a Harry para editar o seu vídeo de casamento, mas a primeira edição aparece mais o decote de Victoria. |      |                                                                    |                 |                                                                                        |                         |
| 51 | 4    | "Molly in the Middle / Molly no Meio"                              | Phill Lewis     | Adaptação: Al Higgins & Julie Bean & Carla Filisha História: Mark Roberts & Don Foster | 15 de outubro de 2012   |
| Mike e Molly decidem que querem começar a tentar ter um filho. Carl está chateado ao saber que Molly ainda quer ser amiga de Christina. Molly é insegura sobre como lidar com a situação, até que Christina tem algumas palavras muito indelicadas a dizer a respeito de Carl, causando a Molly querer acabar com sua amizade. |      |                                                                    |                 |                                                                                        |                         |
| 52 | 5    | "Mike's Boss / O Chefe do Mike"                                    | Phill Lewis     | Adaptação: Al Higgins & Julie Bean História: Mark Roberts & Don Foster                 | 5 de novembro de 2012   |
| O Chefe de Mike, Capitão Patrick Murphy (Gerald McRaney) dá a ele bilhetes de basquete em troca de um encontro com Peggy. |      |                                                                    |                 |                                                                                        |                         |
| 53 | 6    | "Yard Sale / Venda de Garagem"                                     | Phill Lewis     | Adaptação: Don Foster & Carla Filisha & Mark Gross História: Mark Roberts & Al Higgins | 12 de novembro de 2012  |
| Com a sensação de que a casa está muito apertada e lotada, Molly planeja uma venda de quintal da família. Enquanto isso, Mike e os rapazes levam Carl em uma viagem de pesca para ajudá-lo a esquecer o seu rompimento com Christina. |      |                                                                    |                 |                                                                                        |                         |
| 54 | 7    | "Thanksgiving Is Canceled / O Dia de Ação de Graças Foi Cancelado" | Phill Lewis     | Adaptação: Mark Gross & Al Higgins História: Mark Roberts & Don Foster                 | 19 de novembro de 2012  |
| Com Mike doente, Molly está feliz porque ela não tem que cozinhar o jantar de Ação de Graças. Mas Vince insiste em uma refeição caseira, quando ele descobre que seu irmão Frankie (Jon Polito) vai estar presente, e Joyce fica furiosa com Vince por não discutir a data do casamento depois de estarem comprometidos por mais de um ano. Enquanto isso, Carl e Samuel participam de uma refeição de Ação de Graças na igreja de Carl e de sua avó, na esperança de encontrar mulheres disponíveis. |      |                                                                    |                 |                                                                                        |                         |
| 55 | 8    | "Mike Likes Briefs / Mike Adora Cuecas"                            | Phill Lewis     | Adaptação: Al Higgins & Julie Bean História: Mark Roberts & Don Foster                 | 26 de novembro de 2012  |
| Mike e Molly estão tentando (e tentando e tentando) engravidar. |      |                                                                    |                 |                                                                                        |                         |
| 56 | 9    | "Mike Takes a Test / Mike Presta Um Concurso"                      | Phill Lewis     | Adaptação: Al Higgins & Mark Gross História: Mark Roberts & Don Foster                 | 3 de dezembro de 2012   |
| Graças ao encorajamento de Molly, Mike aplica-se com a força policial para fazer o teste de um detetive, mas Molly lamenta a sua decisão quando Mike passa mais tempo estudando do que tentar fazer um bebê com ela. |      |                                                                    |                 |                                                                                        |                         |
| 57 | 10   | "Karaoke Christmas / Karaokê de Natal"                             | Phill Lewis     | Adaptação: Al Higgins & Mark Gross & Carla Filisha História: Mark Roberts & Don Foster | 17 de dezembro de 2012  |
| Vestido como Papai Noel e frustrado sobre gastos das férias de Molly, Mike alerta as crianças sobre o uso de cartões de crédito para comprar brinquedos. Mais tarde, a família de Molly tem seu tradicional Natal em casa, incluindo o divertimento com uma máquina de karaokê, mas Mike e Molly devem passar o Natal na igreja com Peggy e o Capitão Patrick. E, Vince compra uma peruca nova para ele.                                                                                              |      |                                                                    |                 |                                                                                        |                         |
| 58 | 11   | "Fish for Breakfast / Peixe Para o Café"                           | Phill Lewis     | Adaptação: Al Higgins & Carla Filisha História: Mark Roberts & Don Foster              | 14 de janeiro de 2013   |
| Mike está frustrado por ter de se juntar Molly em sua dieta limitada de "fertilidade". Enquanto isso, Vovó está cansada de Carl levando para casa uma mulher de má reputação desde seu rompimento com Christina, e ela o expulsa de sua casa. |      |                                                                    |                 |                                                                                        |                         |
| 59 | 12   | "Molly's Birthday / O Aniversário da Molly"                        | Mark Roberts    | Adaptação: Al Higgins & Julie Bean História: Mark Roberts & Don Foster                 | 21 de janeiro de 2013   |
| O distribuidor de drogas de Victoria, Tom (Dave "Gruber" Allen) fica na casa dos Flynns, causando uma briga entre as irmãs, especialmente depois de Mike comer algo que Tom preparou. |      |                                                                    |                 |                                                                                        |                         |
| 60 | 13   | "Carl Gets a Roommate / Carl Arruma Um Colega de Quarto"           | Mark Roberts    | Adaptação: Al Higgins, Julie Bean & Carla Filisha História: Mark Roberts & Don Foster  | 4 de fevereiro de 2013  |
| Apesar de viver em seu próprio lugar, Carl continua a ir na casa de Vovó para comer suas refeições e usar a sua lavanderia. Quando Samuel se move, Carl espera que ele possa fazer sua oferta como a avó fez. Enquanto isso, Mike está tentando fazer um painel de porão. Depois de alguns contratempos com a ajuda de Molly e Vince, ele finalmente pede ajuda a Samuel e Carl para terminar os painéis para ele.                                                                                    |      |                                                                    |                 |                                                                                        |                         |
| 61 | 14   | "The Princess and the Troll / A Princesa e o Ogro"                 | Phill Lewis     | Adaptação: Don Foster, Mark Gross & Brian Keith Etheridge História: Mark Roberts       | 11 de fevereiro de 2013 |
| Molly quer definir um encontro para o Dia dos Namorados entre Victoria e Harry sozinhos. Mike é cético, mas vai junto com o plano, e é surpreendido quando Victoria concorda. Enquanto isso, Carl leva Samuel para uma lavanderia para pegar as mulheres. |      |                                                                    |                 |                                                                                        |                         |
| 62 | 15   | "Mike the Tease / Mike o Provocador"                               | Phill Lewis     | Adaptação: Al Higgins, Julie Bean & Carla Filisha História: Mark Roberts               | 18 de fevereiro de 2013 |
| O Ginecologista de Molly diz que ela está produzindo óvulos muito bem, então seu mais recente teste de gravidez dá negativo, ela envia Mike para uma clínica de fertilidade e à Peggy para buscar algumas respostas. Determinado a ser mais do que apenas um "prostituto" para Joyce, Vince começa um novo trabalho como vendedor de vácuo porta-a-porta. |      |                                                                    |                 |                                                                                        |                         |
| 63 | 16   | "Molly's New Shoes / Os Novos Sapatos de Molly"                    | Phill Lewis     | Adaptação: Don Foster, Al Higgins & Mark Gross História: Mark Roberts                  | 25 de fevereiro de 2013 |
| Quando o chefe de Mike diz que ele planeja se casar com Peggy e sua mudar para o Arizona, Mike fica chateado e deixa Molly sozinha no shopping. |      |                                                                    |                 |                                                                                        |                         |
| 64 | 17   | "St. Patrick's Day / O Dia de São Patrício"                        | Phill Lewis     | Adaptação: Julie Bean & Carla Filisha História: Mark Roberts                           | 18 de março de 2013     |
| Mike e Molly continuam tentando engravidar e quase perdem a festa do Dia de São Patrício de Carl e Samuel. Além disso, Harry tem um anúncio para Victoria. |      |                                                                    |                 |                                                                                        |                         |
| 65 | 18   | "Spring Break / Recesso de Primavera"                              | Phill Lewis     | Adaptação: Don Foster, Al Higgins & Mark Gross História: Mark Roberts                  | 25 de março de 2013     |
| Mike trabalha algumas horas extras em um necrotério enquanto Molly vai com Victoria à Flórida para as férias de primavera, mas Mike percebe que ele quer estar com Molly quando ela o chama com uma queimadura grave. |      |                                                                    |                 |                                                                                        |                         |
| 66 | 19   | "Party Planners / Planejando Uma Festa"                            | Phill Lewis     | Adaptação: Mark Gross & Brian Keith Etheridge História: Mark Roberts                   | 15 de abril de 2013     |
| Mike espera que Molly e Peggy possam se dar bem, mas discordam sobre os planos para a festa de aniversário dele. Enquanto isso, Carl e Samuel disputam a atenção de uma nova funcionária da lanchonete. |      |                                                                    |                 |                                                                                        |                         |
| 67 | 20   | "Mike Can't Read / Mike Não Consegue Ler"                          | Mark Roberts    | Adaptação: Don Foster, Julie Bean & Carla Filisha História: Mark Roberts               | 29 de abril de 2013     |
| Mike e Molly decidem em suas vidas de pré-bebê poderia ter um pouco de diversão, então eles procuram novos hobbies, portanto, eles escolhem patinação. Enquanto isso, Molly e Victoria encontram alguns desenhos antigos que Joyce fez antes de ter filhos, e a incentivam a ter aulas de arte em uma faculdade local, apesar dos protestos de Vince. |      |                                                                    |                 |                                                                                        |                         |
| 68 | 21   | "Molly's Out of Town / Molly Está Fora da Cidade"                  | Mark Roberts    | Adaptação: Don Foster, Al Higgins & Brian Keith Etheridge História: Mark Roberts       | 6 de maio de 2013       |
| Com Molly indo à uma conferência de professores por 3 dias, Mike aproveita e quebra sua dieta. Enquanto isso, Joyce está fazendo sua faxina anual que inclui toda a família (exceto Molly) para ajudar, e Carl fica devastado quando ele revê o marido de Christina, James (LaMonica Garrett) e descobre que ela está grávida. |      |                                                                    |                 |                                                                                        |                         |
| 69 | 22   | "School Recital / Recital da Escola"                               | Mark Roberts    | Adaptação: Don Foster, Al Higgins & Mark Gross História: Mark Roberts                  | 13 de maio de 2013      |
| Molly está tão focada em dirigir um recital da escola que ela não percebe que um colega professor está dando em cima dela. Enquanto isso, Vince convence Mike a ajudá-lo com uma máquina de fazer dinheiro. |      |                                                                    |                 |                                                                                        |                         |
| 70 | 23   | "Windy City / Cidade dos Ventos"                                   | Mark Roberts    | Adaptação: Don Foster & Mark Roberts História: Mark Roberts                            | 30 de maio de 2013      |
| Mike e Carl são obrigados a trabalhar em uma feira medieval após seu chefe ser abandonado por Peggy. Quando um Tornado atinge Chicago, Mike conta para Molly sobre seu negócio de avestruzes com Vince. Nota: Este episódio seria exibido no dia 20 de maio de 2013, mas a rede CBS sensibilizou-se as vítimas do Tornado de Moore, Oklahoma, e foi remarcado para ir ao ar em uma data apropriada. No entanto, o episódio foi transmitido no Canadá na data prevista.                                |      |                                                                    |                 |                                                                                        |                         |

## 4ª Temporada (2013 - 2014)
- Elenco Principal:
- Billy Gardell, Melissa McCarthy, Reno Wilson, Katy Mixon e Swoosie Kurtz estão presentes em todos os episódios.
- Nyambi Nyambi está ausente por um episódio (19).
- Rondi Reed está ausente por doze episódios (03, 05, 06, 09, 11, 12, 13, 14, 16, 17, 19 e 20).
- Louis Mustillo está ausente por três episódios (02, 15 e 17).
- Elenco Recorrente:
- Cleo King aparece em dois episódios (04 e 17).
- David Anthony Higgins aparece em quatro episódios (05, 07, 13 e 16).
- Convidados(as) Especiais:
- Susan Sarandon aparece em dois episódios (04 e 19).
- Kathy Bates aparece em um episódio (15).

| Nº # | Nº # | Título                                                                               | Direção          | Escrito Por                                                                                           | Exibição Original       |
| --- | ---- | ------------------------------------------------------------------------------------ | ---------------- | --- | ----------------------- |
| 71 | 1    | "Molly Unleashed / Molly Está Livre"                                                 | Phill Lewis      | Adaptação: Julie Bean, Mark Gross & Carla Filisha História: Chuck Lorre & Al Higgins                  | 4 de novembro de 2013   |
| Quando Molly se encontra em uma encruzilhada com sua carreira, ela faz uma enorme decisão de deixar o ensino para se tornar uma escritora, mesmo recebendo alguns conselhos de seu representante sindical, James Wisney (Brian Baumgartner) em frente a diretoria da escola. |      |                                                                                      |                  | |                         |
| 72 | 2    | "The First And Last Ride-Along / A Primeira e Última Ronda"                          | Phill Lewis      | Adaptação: Bill Daly, Julie Bean & Mark Gross & História: Chuck Lorre & Al Higgins                    | 11 de novembro de 2013  |
| Molly decide que sua nova carreira será escrever romances criminais, então ela vai a um passeio, junto a Mike para pesquisar no que ela vai se inspirar. |      |                                                                                      |                  | |                         |
| 73 | 3    | "Sex And Death / Sexo e Morte"                                                       | Phill Lewis      | Adaptação: Brian Keith Etheridge, Bill Daly & Julie Bean História: Chuck Lorre & Al Higgins           | 18 de novembro de 2013  |
| Molly tem uma experiência "alucinante", quando ela vai para o local de trabalho de Victoria, uma casa funerária, para pesquisar seu romance. Enquanto isso, Mike dá uma olhada na escrita de Molly quando ela está fora. |      |                                                                                      |                  | |                         |
| 74 | 4    | "Careful What You Dig For / Cuidado Com o Que Procura"                               | Phill Lewis      | Adaptação: Mark Gross, Carla Filisha & Brian Keith Etheridge História: Chuck Lorre & Al Higgins       | 25 de novembro de 2013  |
| Molly encontra sua ídolo literária, J.C. Small (Susan Sarandon), uma cínica que aconselha a ela escrever sobre as coisas em sua vida que ela não gostaria que as pessoas soubessem. Enquanto isso, Mike convida sua mãe para o jantar de Ação de Graças em um esforço para animá-la, mas tudo acaba numa tremenda catástrofe. |      |                                                                                      |                  | |                         |
| 75 | 5    | "Poker in the Front, Looker in the Back / Jogatina na Frente, Espionagem nos Fundos" | Phill Lewis      | Adaptação: Carla Filisha, Brian Keith Etheridge & Bill Daly História: Chuck Lorre & Al Higgins        | 2 de dezembro de 2013   |
| Molly acredita que seu vizinho do lado, Sr. O'Donnell (Christian Clemenson), é muito suspeito e recruta Joyce para ajudá-la a espioná-lo. Enquanto isso, os homens se reúnem para um jogo de pôquer e acabam compartilhando seus sonhos e aspirações. |      |                                                                                      |                  | |                         |
| 76 | 6    | "Shoeless Molly Flynn / Molly Flynn Sem Sapatos"                                     | Phill Lewis      | Adaptação: Crystal Jenkins, Aaron Vaccaro & Marla DuMont História: Chuck Lorre & Al Higgins           | 9 de dezembro de 2013   |
| Molly precisa ajustar seus hábitos de consumo em sapatos, se ela quiser manter a harmonia em seu casamento. Mas, depois de ela não resistir a comprar um par de sapatos no cartão de crédito, isso leva a uma briga com Mike, então, ela procura por um emprego. |      |                                                                                      |                  | |                         |
| 77 | 7    | "They Shoot Asses, Don't They? / Eles Atiram em Traseiros, Não Atiram?"              | Phill Lewis      | Adaptação: Julie Bean, Mark Gross & Carla Filisha História: Chuck Lorre & Al Higgins                  | 16 de dezembro de 2013  |
| Mike decide que ele precisa viver todos os dias como se fosse o último após ser baleado durante um assalto. Como resultado, ele diz a Carl que é hora de ele sair da polícia. |      |                                                                                      |                  | |                         |
| 78 | 8    | "What Molly Hath Wrought / Vejam o Que Molly Tem Feito"                              | Stephen Prime    | Adaptação: Brian Keith Etheridge, Bill Daly & Julie Bean História: Chuck Lorre & Al Higgins           | 13 de janeiro de 2014   |
| Frustrada com o progresso e o conteúdo de seu livro, Molly decide fazer uma pausa de escrever e aceita um emprego como motorista de empilhadeira no armazém de Vince, com resultados mistos.. |      |                                                                                      |                  | |                         |
| 79 | 9    | "Mike & Molly's Excellent Adventure / A Extraordinária Aventura de Mike & Molly"     | Phill Lewis      | Adaptação: Bill Daly, Julie Bean & Mark Gross História: Chuck Lorre & Al Higgins                      | 20 de janeiro de 2014   |
| Molly está determinada a conseguir tirar Mike de sua rotina e diz a ele para abraçar qualquer coisa que eles queiram fazer na vida. |      |                                                                                      |                  | |                         |
| 80 | 10   | "Weekend at Peggy's / Fim de Semana na Casa da Peggy"                                | Phill Lewis      | Adaptação: Carla Filisha, Brian Keith Etheridge & Bill Daly História: Chuck Lorre & Al Higgins        | 27 de janeiro de 2014   |
| Após uma briga com Joyce por causa de dinheiro, Mike e Molly se mudam para o quarto infância de Mike na casa de Peggy. |      |                                                                                      |                  | |                         |
| 81 | 11   | "Dips & Salsa / Passos de Salsa"                                                     | Phill Lewis      | Adaptação: Mark Gross, Carla Filisha & Brian Keith Etheridge História: Chuck Lorre & Al Higgins       | 3 de fevereiro de 2014  |
| Mike pede para Carl substituí-lo como o parceiro de dança de Molly em uma aula de salsa, mas fica com ciúmes quando percebe que eles estão tendo diversão demasiadamente. |      |                                                                                      |                  | |                         |
| 82 | 12   | "Mind Over Molly / A Mente Vence Molly"                                              | Phill Lewis      | Adaptação: Crystal Jenkins, Aaron Vaccaro & Marla DuMont História: Chuck Lorre & Al Higgins           | 24 de fevereiro de 2014 |
| Por insistência de Mike, Molly a contragosto vai a um terapeuta, Dr. Gayle Rosen (John Michael Higgins). Depois que sai de uma sessão, ela retorna e percebe que ela nunca teve estabilidade em sua vida, como a que Mike está fornecendo desde que seu pai faleceu. Nota: Por este episódio Melissa McCarthy foi nomeada para o Primetime Emmy Awards de Melhor Atriz numa série de comédia, mas perdeu para Julia Louis-Dreyfus de Veep. |      |                                                                                      |                  | |                         |
| 83 | 13   | "Open Mike Night / A Noite do Microfone Aberto"                                      | Phill Lewis      | Adaptação: Julie Bean, Mark Gross & Carla Filisha História: Al Higgins                                | 3 de março de 2014      |
| Molly confiante oferece sua sabedoria para Samuel, que agora quer ser um comediante. Enquanto isso, Molly aconselha Harry a desafiar sua mãe protetora e que Vince siga seu sonho de se tornar cabeleireiro. |      |                                                                                      |                  | |                         |
| 84 | 14   | "Rich Man, Poor Girl / Homem Rico, Garota Pobre"                                     | David Trainer    | Adaptação: Bill Daly, Julie Bean & Mark Gross História: Chuck Lorre & Al Higgins                      | 10 de março de 2014     |
| Victoria traz para casa um novo namorado, James (Mather Zickel), e toda a família se pergunta se ela finalmente encontrou o cara certo. |      |                                                                                      |                  | |                         |
| 85 | 15   | "Three Girls And an Urn / Três Garotas e Uma Urna"                                   | David Trainer    | Adaptação: Brian Keith Etheridge, Bill Daly & Julie Bean História: Chuck Lorre & Al Higgins           | 17 de março de 2014     |
| Molly encontra a melhor amiga de seus sonhos quando a amiga de infância de Peggy, Kay McKinnon (Kathy Bates), vem para a cidade, mas Peggy não está interessada em compartilhar. |      |                                                                                      |                  | |                         |
| 86 | 16   | "The Dice Lady Cometh / A Jogadora Vem Aí"                                           | Victor Gonzalez  | Adaptação: Carla Filisha, Brian Keith Etheridge & Bill Daly História: Al Higgins & Crystal Jenkins    | 17 de março de 2014     |
| Molly procura ganhar algum dinheiro extra, quando ela, Victoria e Joyce vão a um cassino em Indiana para o fim de semana. Enquanto isso, Mike e Vince tentam aproveitar um pouco de basquete universitário, quando os rapazes vêm para assistir TV. |      |                                                                                      |                  | |                         |
| 87 | 17   | "McMillan and Mom / McMillan e Mãe"                                                  | Michael McDonald | Adaptação: Mark Gross, Carla Filisha & Brian Keith Etheridge História: Chuck Lorre & Al Higgins       | 14 de abril de 2014     |
| Carl, Mike e Samuel vão a uma viagem para Memphis a fim de conhecer a mãe de Carl pela primeira vez, depois que ele descobre que ela está doente. Além disso, Molly, Victoria e Joyce criam um vínculo com Nana, enquanto ela tenta explicar por que mentiu para Carl todos esses anos. |      |                                                                                      |                  | |                         |
| 18 | 88   | "Mike’s Manifold Destiny / Os Múltiplos Destinos de Mike"                            | Steve Prime      | Adaptação: Al Higgins, Julie Bean & Mark Gross História: Chuck Lorre Kevin Lappin & Connor Kilpatrick | 21 de abril de 2014     |
| Mike aprende uma lição depois que o seu carro quebra e ele é forçado a decidir se aceita um empréstimo de Carl para consertá-lo ou o carro de Peggy, mas para isso terá que enfrentar algumas consequências. |      |                                                                                      |                  | |                         |
| 19 | 89   | "Who's Afraid of J.C. Small? / Quem Tem Medo de J.C. Small?"                         | Melissa McCarthy | Adaptação: Crystal Jenkins, Aaron Vaccaro & Marla DuMont História: Chuck Lorre & Al Higgins           | 28 de abril de 2014     |
| Mike e Carl prendem a ídolo literária de Molly, J.C. Small, por dirigir bêbada. Depois de Molly impedir repetidamente os suicídios de J.C., a escritora oferece pagar Molly para ser sua assistente e ajudá-la a concluir o seu mais recente romance. |      |                                                                                      |                  | |                         |
| 20 | 90   | "Sex, Lies and Helicopters / Sexo, Mentiras e Helicópteros"                          | Victor Gonzalez  | Adaptação: Al Higgins, Julie Bean & Mark Gross História: Chuck Lorre & Aaron Vaccaro                  | 5 de maio de 2014       |
| Molly flagra Carl saindo do quarto de Victoria tarde da noite, deixando-a questionar se ela irá ou não dizer a Mike. As coisas ficam mais complicadas quando Carl envia a Victoria um grande urso de pelúcia que toca música. |      |                                                                                      |                  | |                         |
| 21 | 91   | "This Old Peggy / A Velha Peggy"                                                     | David Trainer    | Adaptação: Bill Daly, Carla Filisha & Brian Keith Etheridge História: Chuck Lorre & Al Higgins        | 12 de maio de 2014      |
| A banheira de Peggy cai através do teto, e ela admite que pode ter esquecido de desligar a água. Depois de mais um incidente chocante de esquecimento na frente de Mike, Carl e Samuel, Mike sugere que Peggy vá ver um médico para obter sua condição diagnosticada. |      |                                                                                      |                  | |                         |
| 22 | 92   | "Eight Is Enough / Oito é Demais"                                                    | David Trainer    | Adaptação: Bill Daly, Carla Filisha & Brian Keith Etheridge História: Chuck Lorre & Al Higgins        | 19 de maio de 2014      |
| Molly é aceita em um workshop de uma elite de escritores de oito semanas em Iowa. Como na casa agora inclui Peggy e a frequência de Carl, Molly tenta encontrar uma maneira de dar a notícia a Mike. Ele explode quando descobre, mas depois confessa a Carl que está realmente preocupado que Molly poderia tornar-se uma escritora famosa e deixá-lo.                                                                                    |      |                                                                                      |                  | |                         |

## 5ª Temporada (2014 - 2015)
- Elenco Principal:
- Billy Gardell, Melissa McCarthy, Reno Wilson, Katy Mixon, Louis Mustillo e Swoosie Kurtz estão presentes em todos os episódios.
- Nyambi Nyambi está ausente por quatro episódios (03, 08, 11 e 17).
- Rondi Reed está ausente por oito episódios (03, 04, 06, 07, 10, 11, 15 e 21).
- Elenco Recorrente:
- Cleo King aparece em dois episódios (12 e 22).
- David Anthony Higgins aparece em sete episódios (04, 05, 07, 12, 15, 20 e 22).
- Convidados(as) Especiais:
- Margo Martindale aparece em dois episódios (17 e 19).
- Kathy Bates aparece em um episódio (18).

| Nº # | Nº # | Título                                                                     | Direção          | Escrito Por | Exibição Original       |
| --- | ---- | -------------------------------------------------------------------------- | ---------------- | --- | ----------------------- |
| 93 | 1    | "The Book of Molly / O Livro de Molly"                                     | Michael McDonald | Adaptação: Julie Bean, Mark Gross & Carla Filisha História: Chuck Lorre & Al Higgins                           | 8 de dezembro de 2014   |
| Molly retorna da oficina de escritores, para a alegria de Mike. Uma editora gostou do conto de Molly para lhe dar um avanço considerável em seu primeiro livro. Mike fica aliviado porque a verificação de antecedência quase leva ele e Molly a sair da dívida, mas Molly arruina tudo quando ela compra um carro novo. |      |                                                                            |                  | |                         |
| 94 | 2    | "To Have and Withhold / Para Ter e Para Manter"                            | Michael McDonald | Adaptação: Mark Gross, Carla Filisha & Bill Daly História: Chuck Lorre & Al Higgins                            | 15 de dezembro de 2014  |
| Molly tem um bloqueio do escritor, e ela pode perder seu grande avanço se ela não curá-lo rápido. Carl sugere a Mike que a obtenção de sexo regularmente desde que voltou de sua oficina tem sufocado a criatividade de Molly. Mike então relutantemente tenta evitar avanços sexuais de Molly. |      |                                                                            |                  | |                         |
| 95 | 3    | "Tis The Season To Be Molly / Esta é a Época"                              | Michael McDonald | Adaptação: Bill Daly, Rob DesHotel & Michael Glouberman História: Al Higgins & Brian Keith Etheridge           | 22 de dezembro de 2014  |
| Mike (como Papai Noel) e Carl (como um elfo) distribuem brinquedos para crianças carentes, em seguida, ficam trancados na traseira de um caminhão. Em casa, Molly tem toda a família na borda quando ela insiste em toda a preparação do Natal a ser feita para suas especificações exatas. Quando é revelado que Molly faz isso para homenagear seu falecido pai, Vince teme que ela nunca vai aceitá-lo como um membro da família.                                           |      |                                                                            |                  | |                         |
| 96 | 4    | "Gone Cheatin / A Traição"                                                 | Michael McDonald | Adaptação: Carla Filisha, Bill Daly & Rob DesHotel História: Chuck Lorre & Al Higgins                          | 29 de dezembro de 2014  |
| Mike, Carl, Samuel, Vince e Harry estão se preparando para o "fim de semana dos caras" com a viagem de pesca anual, quando Carl irrita o grupo ao anunciar que convidou Victoria. Isso faz com que Mike sente que deve convidar Molly, e Vince segue o exemplo, convidando Joyce. Quando eles se preparam para sair, Victoria diz a Molly que traiu Carl com um antigo namorado, levando a uma unidade inábil para o local de pesca.                                           |      |                                                                            |                  | |                         |
| 97 | 5    | "Molly's Neverending Story / A História Sem Fim de Molly"                  | David Trainer    | Adaptação: Bill Daly, Rob DesHotel & Michael Glouberman História: Al Higgins                                   | 5 de janeiro de 2015    |
| A família está exasperada após Molly proclamar que seu livro está terminado, apenas falta decidir se quer ajustar os personagens de novo ou torná-lo sujos (como sugerido pelas amigas da igreja de Peggy). Mike diz que ela deve estar confiante em seu trabalho, em seguida, rapidamente envia os e-mails do arquivo para a editora de Molly. Depois de Molly ficar furiosa, Mike contrata Harry para invadir o computador do publicador.                                    |      |                                                                            |                  | |                         |
| 98 | 6    | "The Last Temptation of Mike / A Ultima Tentação de Mike"                  | David Trainer    | Adaptação: Bill Daly, Rob DesHotel & Michael Glouberman História: Al Higgins                                   | 12 de janeiro de 2015   |
| Uma policial novata chamada Stacey (Sarah Baker) divertidamente flerta com Mike no trabalho, mas as coisas fogem do controle quando ela o surpreende com um beijo. E Mike cheio de culpa decide contar a Molly, que, em seguida, vai para o ataque. |      |                                                                            |                  | |                         |
| 99 | 7    | "Support Your Local Samuel / Ajude Seu Samuel Local"                       | Carole Lazarus   | Adaptação: Brian Etheridge, Crystal Jenkins & Aaron Vaccaro História: Chuck Lorre & Al Higgins                 | 19 de janeiro de 2015   |
| Samuel contempla a mudar de volta para a África, quando ele recebe uma carta de seus pais dizendo que estão lutando financeiramente. Em vez disso, ele assume a propriedade de Abe, quando o proprietário diz que ele está procurando a qualquer um disposto a assumir a dívida. Com ajuda financeira de Vince, Samuel reabre o restaurante. |      |                                                                            |                  | |                         |
| 100 | 8    | "Mike Check / A Consulta do Mike"                                          | Melissa McCarthy | Adaptação: Julie Bean, Mark Gross & Carla Filisha História: Chuck Lorre & Al Higgins                           | 2 de fevereiro de 2015  |
| Quando Molly descobre que Mike não vai a um médico em anos, ela o importuna em vão, pois na primeira vez, Mike pula a visita e finge que havia ido, mas Molly vê através dele. |      |                                                                            |                  | |                         |
| 101 | 9    | "Hack to the Future / Dê Carona Para o Futuro"                             | David Trainer    | Adaptação: Michael Glouberman, Brian Etheridge & Crystal Jenkins História: Chuck Lorre & Al Higgins            | 9 de fevereiro de 2015  |
| Molly conhece Xander (Steve Valentine), seu editor, pela primeira vez. Ele sente que o livro poderia se tornar um fenômeno se Molly trabalhasse com uma viagem no tempo. Depois de várias tentativas falhadas de fazer licitação do editor, no entanto, em última análise, Molly usa seus truques para ele aceitar o seu projecto inicial. |      |                                                                            |                  | |                         |
| 102 | 10   | "Checkpoint Joyce / Joyce da Pesada"                                       | Victor Gonzalez  | Adaptação: Julie Bean, Aaron Vaccaro & Marla Dumont História: Al Higgins & Mark Gross                          | 16 de fevereiro de 2015 |
| Enquanto Mike e Carl estão trabalhando numa blitz, Joyce aparece dirigindo bêbada. Mike tem a intenção de deixá-la passar depois que ela respondesse algumas perguntas, mas ela é beligerante e insultuosa, então ele a prende. Furiosa, Joyce dá uma bronca em todos os membros do seu agregado familiar, insistindo que todos eles desistam de seus vários vícios. |      |                                                                            |                  | |                         |
| 103 | 11   | "Immaculate Deception / Imaculada Decepção"                                | Victor Gonzalez  | Adaptação: Marla Dumont, Julie Bean & Mark Gross História: Chuck Lorre & Al Higgins                            | 23 de fevereiro de 2015 |
| Mike e Molly finalmente têm a casa só para eles para todo o fim de semana, mas é logo interrompido. |      |                                                                            |                  | |                         |
| 104 | 12   | "The World According to Peggy / O Mundo Segundo Peggy"                     | Victor Gonzalez  | Adaptação: Crystal Jenkins História: Al Higgins & Carla Filisha                                                | 2 de março de 2015      |
| Peggy anuncia que está se aposentando, e Molly organiza uma festa para ela. Ela vai para a escola convidar as colegas merendeiras, e descobre que Peggy não se aposentou, ela foi demitida. Mike insiste que eles devem ter a festa de qualquer maneira e ir junto com a mentira de Peggy, algo que ele aprendeu a fazer ao longo dos anos. |      |                                                                            |                  | |                         |
| 105 | 13   | "Buy the Book / Compre o Livro"                                            | Michael McDonald | Adaptação: Mark Gross, Carla Filisha & Bill Daly História: Chuck Lorre & Al Higgins                            | 9 de março de 2015      |
| Molly fica emocionada ao ver seu livro em versão impressa, mas agora vem a difícil tarefa de tentar comercializá-lo. No meio de sua frustração, no entanto, Molly tem uma ideia para um novo livro de uma fonte improvável: Peggy. |      |                                                                            |                  | |                         |
| 106 | 14   | "What Ever Happened to Baby Peggy? / O Que Teria Acontecido a Bebê Peggy?" | Michael McDonald | Adaptação: Carla Filisha, Bill Daly & Rob Deshotel História: Al Higgins & Michael Glouberman                   | 16 de março de 2015     |
| Ao entrevistar Peggy para obter uma história para o próximo livro, Molly se depara com uma boneca de palha de milho que a própria mãe de Peggy fez para ela. Peggy se cala e não fala sobre seu passado mais, então mais tarde aparece bêbada na casa dos Flynn. Mike insiste que a sua família não fale sobre seus sentimentos, mas Molly persiste e, eventualmente, chega à raiz dos receios de Peggy. Quando Mike descobre, através de Molly, ele sai para abraçar sua mãe. |      |                                                                            |                  | |                         |
| 107 | 15   | "Pie Fight / Briga das Tortas"                                             | Michael McDonald | Adaptação: Rob DesHotel, Michael Glouberman & Brian Keith Etheridge História: Al Higgins & Bill Daly           | 23 de março de 2015     |
| Depois de comer um pedaço de torta que desfez alguns dos progressos que Mike tinha feito sobre seu peso, ele decide não comer nada no dia seguinte. Isto só faz Mike ficar irritado e bate em um colega policial, ficando suspenso. |      |                                                                            |                  | |                         |
| 108 | 16   | "Cocktails and Calamine / Coquetéis e Calamina"                            | Michael McDonald | Adaptação: Michael Glouberman, Brian Keith Etheridge & Crystal Jenkins História: Al Higgins & Rob Deshotel     | 30 de março de 2015     |
| Molly não quer que Mike saiba sobre uma festa intelectual para escritores que ela e Peggy foram convidadas. Quando ele descobre, ela diz que não acha que ele iria gostar, mas que ela secretamente está com medo de levá-lo, porque ele pode fazer ou dizer algo estúpido. |      |                                                                            |                  | |                         |
| 109 | 17   | "Mudlick or Bust / Mudlick ou Nada Feito"                                  | Michael McDonald | Adaptação: Brian Keith Etheridge, Crystal Jenkins & Aaron Vaccaro História: Al Higgins & Marla DuMont          | 13 de abril de 2015     |
| Molly surpreende Peggy reunindo-a com sua irmã distante, Rosemary (Margo Martindale), Quando viajam para a cidade natal de de Peggy, Mudlick. Além disso, Vince e Mike têm uma experiência de pai e filho quando eles apostam juntos em jogos universitários. |      |                                                                            |                  | |                         |
| 110 | 18   | "No Kay Morale / O Moral de Kay"                                           | Melissa McCarthy | Adaptação: Crystal Jenkins, Aaron Vaccaro, & Marla DuMont História: Al Higgins & Julie Bean                    | 20 de abril de 2015     |
| Com o retorno de Kay (Kathy Bates), Peggy e Molly disputam por sua atenção, como de costume. Molly percebe que Kay perdeu sua alegria e unidade, e tenta ajudá-la a encontrá-la novamente. Enquanto isso, Mike e Carl lidam com um centro de protesto que Kay surpreendentemente se torna parte. |      |                                                                            |                  | |                         |
| 111 | 19   | "Mother From Another Mudlick / Mãe de Outra Mudlick"                       | Michael McDonald | Adaptação: Marla DuMont, Julie Bean & Mark Gross História: Al Higgins & Aaron Vaccaro                          | 27 de abril de 2015     |
| Com a rivalidade delas terminada, Rosemary faz uma visita à casa de Peggy e rapidamente faz amizade entre a turma com suas habilidades culinárias e alegre natureza. Como Mike começa a conhecer sua tia, ele descobre que Rosemary foi claramente favorecida por seus pais ao crescer, enquanto Peggy foi evitada. |      |                                                                            |                  | |                         |
| 112 | 20   | "Fight to the Finish / Lutar Até o Fim"                                    | Stephen Prime    | Adaptação: Bill Daly, Rob DesHotel & Michael Glouberman História: Al Higgins, Connor Kilpatrick & Kevin Lappin | 4 de maio de 2015       |
| Molly fica frustrada com Peggy sempre fazendo alguma coisa em torno da casa em vez de ajudá-la a terminar o livro. No final, o livro é feito, e Peggy a contragosto admite que não queria que elas acabassem, porque isso significaria que ela e Molly não ficariam mais juntas ao máximo. Enquanto isso, Mike entra em uma breve discussão com Molly que o deixa louco, então pede a Victoria e Joyce lições sobre o que ele fez de errado.                                   |      |                                                                            |                  | |                         |
| 113 | 21   | "Near Death Do Us Part / Até Que a Quase Morte Nos Separe"                 | Joel Murray      | Adaptação: Aaron Vaccaro, Marla DuMont & Julie Bean História: Al Higgins & Crystal Jenkins                     | 11 de maio de 2015      |
| Depois de Carl e Mike terem uma experiência de quase-morte em serviço, Carl diz a Mike que vai pedir Victoria em casamento. Mike não consegue manter o segredo e diz a Molly, que por sua vez conta a Victoria e Joyce. Isso se torna um problema quando Carl depois diz a Mike que mudou de ideia e não quer propor a Victoria ainda. |      |                                                                            |                  | |                         |
| 114 | 22   | "The Bitter Man and the Sea / O Homem Raivoso e o Mar"                     | Victor Gonzalez  | Adaptação: Julie Bean, Mark Gross & Carla Filisha História: Al Higgins & Jim Patterson                         | 18 de maio de 2015      |
| É o aniversário de três anos do casamento de Mike e Molly e eles tem grandes planos. No entanto, o sangue ruim ainda persiste entre Carl e Molly sobre ele não propor a Victoria. Toda a situação põe em causa a relação de Mike com seu parceiro e melhor amigo. |      |                                                                            |                  | |                         |

## 6ª Temporada (2016)
- Elenco Principal:
- Billy Gardell, Melissa McCarthy, Reno Wilson, Katy Mixon, Louis Mustillo e Swoosie Kurtz estão presentes em todos os episódios.
- Nyambi Nyambi está ausente por quatro episódios (04, 07, 08 e 10).
- Rondi Reed está ausente por cinco episódios (02, 04, 05, 09 e 11).
- Elenco Recorrente:
- Cleo King aparece em um episódio (13)
- David Anthony Higgins aparece em um episódio (13)

| Nº # | Nº # | Título                                                               | Direção              | Escrito Por                                                                                        | Exibição Original       |
| --- | ---- | -------------------------------------------------------------------- | -------------------- | -------------------------------------------------------------------------------------------------- | ----------------------- |
| 115 | 1    | "Cops on the Rocks / Policiais no Penhasco"                          | Michael McDonald     | Roteiro: Mark Gross & Bill Daly História: Al Higgins & Julie Bean                                  | 6 de janeiro de 2016    |
| Mike e Carl vão para o aconselhamento de casais para tentar conciliar sua parceria. Além disso, Molly decide fazer uma entrevista de rádio promocional por conta própria depois de Peggy decidir não participar.  |      |                                                                      |                      | |                         |
| 116 | 2    | "One Small Step for Mike / Um Pequeno Passo Para Mike"               | Michael McDonald     | Roteiro: Bill Daly, Brian Keith Etheridge & Rob DesHotel História: Al Higgins & Carla Filisha      | 13 de janeiro de 2016   |
| Molly espera que um dispositivo de rastreamento de passos irá incentivar Mike a ser mais ativo e cuidar melhor de si mesmo, mas Mike tem outros planos para ele.                                                  |      |                                                                      |                      | |                         |
| 117 | 3    | "Peg O'My Heart Attack / Um Ataque do Coração"                       | Michael McDonald     | Roteiro: Carla Filisha, Bill Daly & Brian Keith Etheridge História: Al Higgins & Mark Gross        | 20 de janeiro de 2016   |
| Mike culpa Molly pelo ataque cardíaco de Peggy na sequência de uma discussão acalorada e agora Molly quer fazer as pazes.                                                                                         |      |                                                                      |                      | |                         |
| 118 | 4    | "Super Cop / Super Tira"                                             | Michael McDonald     | Roteiro: Brian Keith Etheridge, Rob DesHotel & Michael Glouberman História: Al Higgins & Bill Daly | 27 de janeiro de 2016   |
| Mike se torna hipervigilante depois de sua carteira ser roubada do carro da patrulha enquanto ele tirava uma soneca.                                                                                              |      |                                                                      |                      | |                         |
| 119 | 5    | "Joyce's Will Be Done / Joyce Está Pronta"                           | Michael McDonald     | Roteiro: Rob DesHotel, Michael Glouberman & Steve Joe História: Al Higgins & Brian Keith Etheridge | 3 de fevereiro de 2016  |
| Molly fica chocada quando Joyce revela que está deixando a casa para Victoria em seu testamento. |      |                                                                      |                      | |                         |
| 120 | 6    | "The Good Wife / A Boa Esposa"                                       | Michael McDonald     | Roteiro: Michael Glouberman, Steve Joe & Alex Herschlag História: Al Higgins & Rob DesHotel        | 10 de fevereiro de 2016 |
| As atividades de lazer de Molly entre os livros se tornam um problema com Mike quando ele quer que ela seja a dona de casa perfeita.                                                                              |      |                                                                      |                      | |                         |
| 121 | 7    | "Weekend With Birdie / Fim de Semana Com Birdie"                     | Michael McDonald     | Roteiro: Steve Joe, Alex Herschlag & Julie Bean História: Al Higgins & Michael Glouberman          | 25 de abril de 2016     |
| Mike traz para casa um filhote de cachorro de rua para o fim de semana, mas Molly tem dificuldade em aceita-lo.                                                                                                   |      |                                                                      |                      | |                         |
| 122 | 8    | "The Wreck of the Vincent Moranto / A Destruição de Vincent Moranto" | Michael McDonald     | Roteiro: Alex Herschlag, Julie Bean & Mark Gross História: Al Higgins & Steve Joe                  | 2 de maio de 2016       |
| Mike fica chateado e decepcionado quando Vince afiança em terminar um projeto Faça Você Mesmo que eles começaram juntos.                                                                                          |      |                                                                      |                      | |                         |
| 123 | 9    | "Baby, Please Don't Go / Bebê, Por Favor Não Vá"                     | Michael McDonald     | Roteiro: Julie Bean, Mark Gross & Carla Filisha História: Al Higgins & Alex Herschlag              | 2 de maio de 2016       |
| Molly traz para casa Frannie (Juliette Goglia), uma ex-aluna grávida, quando descobre que ela é sem-teto. |      |                                                                      |                      | |                         |
| 124 | 10   | "Baby Bump / Barriga de Grávida"                                     | Michele Azenzer Bear | Roteiro: Brian Keith Etheridge, Bill Daly & Rob DesHotel História: Al Higgins                      | 9 de maio de 2016       |
| Quando Mike e Molly percebem que Frannie não tem um plano em prática após o nascimento do bebê, Molly decide ajudar reunindo-a com sua irmã distante, Maura (Jessy Hodges).                                       |      |                                                                      |                      | |                         |
| 125 | 11   | "The Adoption Option / A Opção da Adoção"                            | Michael McDonald     | Roteiro: Connor Kilpatrick, Kevin Lappin & Dave Pilson História: Al Higgins & Chuck Lorre          | 9 de maio de 2016       |
| Mike e Molly precisam que todos estejam no seu melhor comportamento quando a agência de adoção marca uma visita domiciliar.                                                                                       |      |                                                                      |                      | |                         |
| 126 | 12   | "Curse of the Bambino / A Maldição do Bambino"                       | Melissa McCarthy     | Roteiro: Michael Glouberman, Steve Joe & Alex Herschlag História: Al Higgins                       | 16 de maio de 2016      |
| Esperando acelerar o processo de adoção, Molly reza com Peggy na igreja, enquanto Carl leva Mike para visitar sua vidente, Madame Vianne (Rose Abdoo).                                                            |      |                                                                      |                      | |                         |
| 127 | 13   | "I See Love / Eu Vejo Amor"                                          | James Burrows        | Roteiro: Julie Bean, Mark Gross & Carla Filisha História: Al Higgins & Chuck Lorre                 | 16 de maio de 2016      |
| Series Finale: Enquanto família e amigos se reúnem no hospital para o nascimento da criança adotada por Mike e Molly, o casal reflete sobre seu relacionamento e eventos passados que levaram à ocasião especial. |      |                                                                      |                      | |                         |